# Ключи (Самарская область)
Ключи́ — село в Исаклинском районе Самарской области, административный центр сельского поселения Ключи.

## География
Село находится правом берегу реки Большой Суруш, на расстоянии примерно 7 км по прямой на запад-северо-запад от районного центра села Исаклы.

## Население
| 2010 |
| ---- |
| 252  |

Постоянное население составляло 309 человек (русские 93 %) в 2002 году, 252 человека в 2010 году.